# Tramvajová doprava v Grudziądzi
Tramvaje v Grudziądzi začaly jezdit na konci 19. století (nejdříve koněspřežné, později elektrické). Dnes je Grudziądz nejmenším městem v Polsku s vlastní tramvajovou sítí. Rozchod kolejí je 1000 mm.

## Historie
Prvotní příčinou vybudování tramvajového provozu byla výstava Westpreußische Gewerbe - Ausstellung, která se konala od roku 1885. Roku 1896 se měla pořádat v Grudziądzi. 22. června 1896 se sešlo přípravné setkání, na kterém byl ustaven Výbor pro vybudování tramvajové tratě, o čemž informovaly noviny Der Gesellige (číslo 18 ročník 1896). 9. března 1896 vytvořily firmy Carl Behn & Co a Anker & Kampmann sdružení Straßenbahn Graudenz Carl Behn & Co.. 27. března podepsalo vedení města s tímto sdružením smlouvu, která předpokládala vybudování koňky o délce 3,05 km (od vlakového nádraží dnešními ulicemi: Dworcowa, Focha, al. 23 Stycznia, Klasztorna, Szkolna a Szewska na náměstí a dále ulicemi: Długa, Starorynkowa, Stara, Wybickiego a Legionów do parku Tivoli, kde se měla konat výstava) a její provozování 5 tramvajovými vozy. Trať o rozchodu kolejí 1000 mm byla otevřena 13. června 1896, den před zahájením výstavy.

## Vozidla
Ve vozovém parku dominují vozy Konstal 805Na a 805Nb v počtu 10 kusů.
Stav k 21.08.2023.
| Soubor        | Typ                                | Začátek provozu | Počet vozů |
| ------------- | ---------------------------------- | --------------- | ---------- |
|               | Konstal 805Na                      | 1980            | 2          |
|               | Konstal 805Nb                      | 1993            | 2          |
|               | Konstal 805Na-MM Konstal 805Na-MMD | 2010            | 4 2        |
|               | Düwag GT8                          | 2010            | 6          |
|               | Moderus Beta                       | 2022            | 4          |
| Spolu         | Spolu                              | Spolu           | 20         |
| Nízkopodlažní | Nízkopodlažní                      | Nízkopodlažní   | 20%        |

## Linky
| Linka | Trasa |
| ----- | --- |
|       | Tarpno ↔ Rządz Legionów – Wybickiego – Stara – Miłośników Astronomii – Długa – Rynek – Szewska – Klasztorna – Al. 23 Stycznia – Toruńska – Chełmińska – Południowa – Konstytucji 3 Maja |